# The Very Best of Kim Wilde
The Very Best of Kim Wilde è una raccolta pubblicata dalla EMI nel 2001, della cantante pop inglese Kim Wilde.
L'album contiene Loved, unico inedito della raccolta, insieme ai remix di View from a Bridge e Kids in America.

## Tracce
1. Kids in America – 3:27
2. Chequered Love – 3:22
3. Water on Glass – 3:37
4. Cambodia – 3:57
5. View From a Bridge – 3:31
6. Child Come Away – 4:05
7. Love Blonde – 3:34
8. Rage to Love – 4:19
9. You Keep Me Hangin' On – 4:15
10. Another Step (Closer to You) – 3:31
11. You Came – 3:30
12. Never Trust a Stranger – 4:05
13. Four Letter Word – 4:02
14. Love Is Holy – 4:02
15. If I Can't Have You – 3:29
16. Loved – 3:32
17. View from a Bridge – 4:25 – Raw Remix Edit
18. Kids in America – 4:03 – D-Bop's Bright Lights Mix Edit